# Hamatoscalpellum vegae
Hamatoscalpellum vegae is een rankpootkreeftensoort uit de familie van de Scalpellidae. De wetenschappelijke naam van de soort is voor het eerst geldig gepubliceerd in 1926 door Nilsson-Cantell.